# Línguas de Portugal
As línguas de Portugal são os idiomas falados atualmente, ou antigamente, no território da República Portuguesa..

## Atualidade
A língua oficial de Portugal é o português, uma das primeiras línguas cultas da Europa medieval a par do provençal, sendo a sua escrita influenciada por esta última. Há um município onde algumas pessoas nas aldeias falam uma língua derivada de uma língua de um antigo reino, o Reino de Leão, chama-se mirandês (lhéngua mirandesa em mirandês). Esta língua tem menos de 15 000 falantes (a maioria como segunda língua) e é apenas falada em aldeias, sendo a aldeia de Picote (Picuote em mirandês) a única praticamente cem por cento monolingue nesta língua, o que é uma curiosidade para um país cultural e linguisticamente homogenizado como Portugal. A ortografia do mirandês é influenciada naturalmente pelo português, mas é uma língua diferente, com um desenvolvimento, estrutura e história diferentes.
Existem também outras línguas, faladas mas não oficiais. Uma destas é o Minderico, que começou como um socioleto, mas passou a ser falado em toda a região de Minde, tendo hoje projetos de revitalização. O barraquenho é uma língua falada no concelho de Barrancos, no Alentejo, reconhecido em 2021 pela Assembleia da República.  O caló português é a língua falada pela grande comunidade cigana em portugal, tendo vocabulário português e romani, a língua original dos ciganos.
Há também línguas faladas por comunidades imigrantes bastante faladas, como o crioulo cabo-verdiano (kabuverdianu).

## Dialetos de Portugal

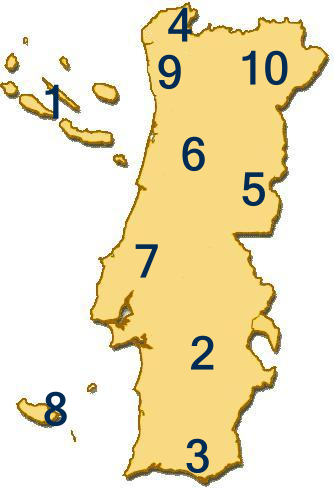
Dialetos de Portugal

- A língua portuguesa (português europeu), contém os seguintes dialetos:
  - Entre os dialetos do Centro-Sul, está presente o dialeto da capital do país, Lisboa, que, no entanto, têm algumas peculiaridades próprias. Apesar dos dialetos dos arquipélagos atlânticos, as regiões dos Açores e da Madeira têm características únicas e ambas possam ser agrupadas aos dialetos do Sul. 
    - 1 - [nota 1] Açoriano — falado na região dos Açores.
    - 2 -  Alentejano — falado na região do Alentejo.
    - 3 -  Algarvio — falado na região do Algarve. 5 -  Baixo-beirão; Alto-alentejano — falado na Região do Centro de Portugal (Interior).
    - 6 -  Beirão — falado na Região do Centro de Portugal.[6]
    - 7 -  Estremenho — falado nas Regiões de Coimbra e Lisboa (pode ser subdividido em lisboeta e coimbrão).
    - 8 -  Madeirense — falado na Região Autónoma da Madeira.

  - Entre os dialetos do Norte, está situado o dialeto do Porto, a segunda maior zona urbana portuguesa.
    - 4 -  Alto-minhoto — falado no Norte de Braga (Interior).
    - 9 -  Nortenho — falado nas Regiões de Braga e do Porto
    - 10 -  Transmontano — falado na província de Trás-os-Montes e Alto Douro
- Barranquenho - falado no concelho de Barrancos (em fronteira com a Andaluzia e Estremadura), um dialeto português fortemente influenciado pela língua estremenha. Língua oficia

- Minderico - um socioleto ou argot, falado na freguesia de Minde (Ninhou em minderico) e que está praticamente em extinção.

- Verbos dos Arguinas -  um socioleto ou argot, falado pelos pedreiros do concelho de Oliveira do Hospital, e que está praticamente em extinção.[7][8]
- Língua mirandesa (Lhéngua mirandesa) - um idioma pertencente ao grupo asturo-leonês, falado no concelho de Miranda do Douro (Miranda de l Douro) e nas freguesias de Angueira, Vilar Seco (Bilasseco) e Caçarelhos (Caçareilhos), no concelho de Vimioso (Bimioso ou Bumioso), num espaço de 484 quilómetros quadrados, estendendo-se a sua influência por outras freguesias dos concelhos de Vimioso, Mogadouro, Macedo de Cavaleiros e Bragança.
- Língua gestual portuguesa - utilizada pela comunidade surda portuguesa.

## Historicamente
Línguas e dialetos, que eram ou são faladas em Portugal:

### Línguas pré-romanas

Mapa etnográfico e linguístico da península Ibérica cerca de, do fim da segunda guerra Púnica

- Proto-celta e as línguas celtas
  - Celtibero
  - Galaico
- Tartessiano
- Lusitana

### Línguas românicas, pós-românicas e medievais
- Árabe
  - Árabe andaluz
  - Árabe clássico
- Línguas berberes
- Línguas germânicas
  - Gótica
  - Suevos
  - Vândalo
- Latim
  - Latim vulgar
    - Línguas ibero-românicas
      - Galego-português
      - Asturo-leonês
        - Mirandês

      - Moçárabe
      - Línguas judaico-românicas
        - Judeu-português
- Línguas citas
  - Alânico